# Maria Rosseels
Maria Rosseels, née le 23 octobre 1916 à Borgerhout et morte le 18 mars 2005 à Brasschaat, est une écrivaine et journaliste belge d'expression néerlandaise.

## Biographie
Après avoir passé quatre ans dans l'enseignement, Maria Rosseels commence à travailler en 1947 pour le journal De Standaard. Pendant trente ans, elle s'y occupe de la rubrique cinéma comme de la rubrique féminine. Son premier livre, Sterren in de poolnacht, date également de 1947.
Son œuvre la plus connue est Dood van een non (1961). Il a été porté à l'écran en 1975 par Paul Collet et Pierre Drouot et interprété par des comédiens comme Janine Bischops, Jo De Meyere et Josine van Dalsum.
En 1981, un recueil de ses œuvres de fiction est publié et la Katholieke Universiteit Leuven lui décerne le titre de docteur honoris causa. En 1984, elle est la première femme à obtenir le Oeuvreprijs van de Vlaamse Gemeenschap (autrefois Staatsprijs) pour l'ensemble de sa carrière. En 1988, le titre de baronne lui est accordé.
Un thème récurrent dans ses romans est les problèmes avec lesquels les chrétiens se débattent dans le monde moderne. Elle a aussi plaidé pour l'émancipation de la femme dans la Flandre conservatrice des années 1950 et 1960.